# St. Pancras Renaissance London Hotel
St. Pancras Renaissance London Hotel — гостиница в Лондоне, Англия, образующая фасад вокзала Сент-Панкрас. Она была открыта в 2011 году и занимает большую часть бывшего Мидленд Гранд Отеля, спроектированного Джорджем Гилбертом Скоттом, который был открыт в 1873 году и закрыт в 1935 году. Здание в целом, включая апартаменты, было известно как St Pancras Chambers, а в период с 1935 по 1980-е годы использовалось как железнодорожные офисы. Его башня с часами высотой 82 м используется более чем на половину её высоты.
Верхние уровни первоначального здания были перестроены в период с 2005 по 2011 год как апартаменты Манхэттенской лофт-корпорации.

## Мидленд Гранд Отель
В 1865 г. Midland Railway Company провела конкурс на проектирование 150-местного отеля, который будет построена рядом с железнодорожным вокзалом Сент-Панкрас, который в то время ещё строился. Было представлено одиннадцать проектов, включая проект Джорджа Гилберта Скотта на 300 номеров, который был намного крупнее и дороже заданного. Несмотря на это, компании понравился его проект, и строительство началось.
Восточное крыло было открыто 5 мая 1873, а остальные части гостиницы — весной 1876 года. Отель был дорогой, с дорогостоящим оборудованием, включая парадную лестницу, номера с позолоченными стенами и камином в каждой комнате. Он имел множество инновационных функций, таких как гидравлические подъемники, бетонные полы, вращающиеся двери и противопожарные конструкции полов, хотя (по нормам того времени) ни в одном из номеров не было ванной комнаты. Отель был приобретён London, Midland and Scottish Railway в 1922 году, ещё до его закрытия в 1935 году, когда его инженерные коммуникации устарели и стали слишком дороги в обслуживании, например, армии слуг, необходимых для обслуживания горшков, ванн, унитазов и плевательниц.

## Использование железной дорогой и сохранение
После закрытия гостиницы здание было переименовано St Pancras Chambers и используются в качестве железнодорожных офисов, в последнее время для Британской железной дороги. Британская железная дорога хотела снести здание, но эта попытка была сорвана в результате громкой кампании Джейн Хьюз Фосетт и её коллег по Викторианском обществе, защитников исторических зданий, и в частности, сохранения викторианской железных дорог и зданий. Чиновники назвали Джейн Фосетт «яростной миссис Фосетт» за её неустанные усилия, и в 1967 году отель и вокзал Сент-Панкрас официально стали памятниками архитектуры.
Здание продолжало использоваться в качестве офисов, до 1980-х годов, когда оно перестало соответствовать требованиям пожарной безопасности и было закрыто. Экстреьер был реставрирован и здание сделано более прочным на сумму около 10 миллионов фунтов стерлингов в 1990-х годах.

## Открытие отеля и апартаментов
Разрешение на перестройку здания в новый отель было выдано в 2004 году. Главные общественные пространства старого Мидленд Гранд Отеля были отреставрированы, наряду с некоторыми номерами. Бывший подъездной путь такси внутрь станции Сент-Панкрас, проходящий под главную башню здания, был преобразован в вестибюль. Для того, чтобы удовлетворить более современные ожидания гостей, на западной стороне депо Барлоу был построен новый гостиничный корпус. Новый отель имеет 244 номеров, 2 ресторана, 2 бара, оздоровительный и развлекательный центр, Банкетный зал и 20 конференц-залов и переговорных комнат. Архитекторы реконструкции были Aedas RHWL.
В то же время верхние этажи оригинального здания были перепрофилированы в 68 апартаментов Манхэттенской лофт-корпорации.
Отель открылся для постояльцев 14 марта 2011 года; тем не менее, официальное торжественное открытие состоялось 5 мая – ровно через 138 лет после своего первоначального открытия в 1873 году.

## В культуре
В 1996 году на входе и главной лестнице отеля был снят клип Spice Girls «Wannabe». в 2003 году в телесериале Most Haunted Live! показана жизнь в здании, по теме «Опасности Сент-Панкраса».

## Галерея

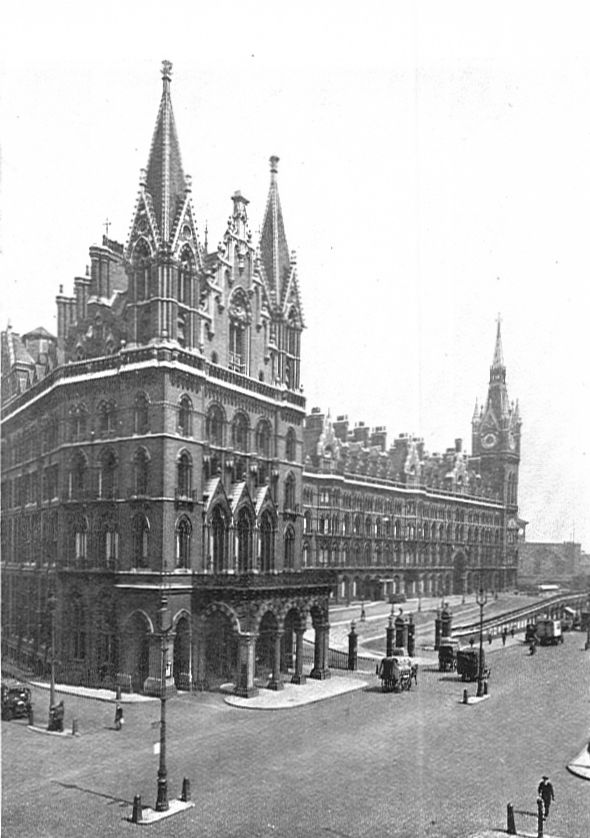
Гостиница в 1928
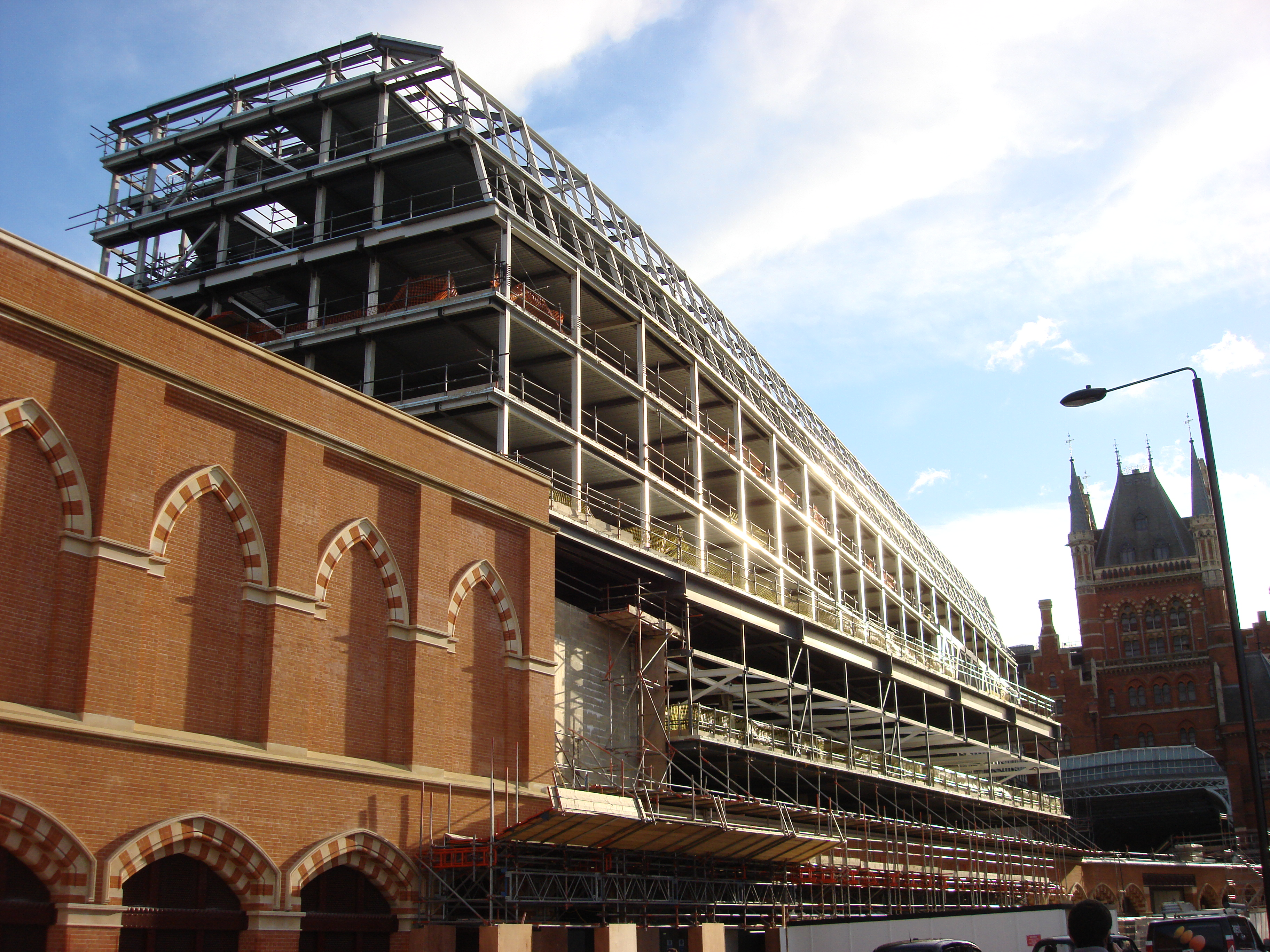
Строительство нового гостиничного корпуса
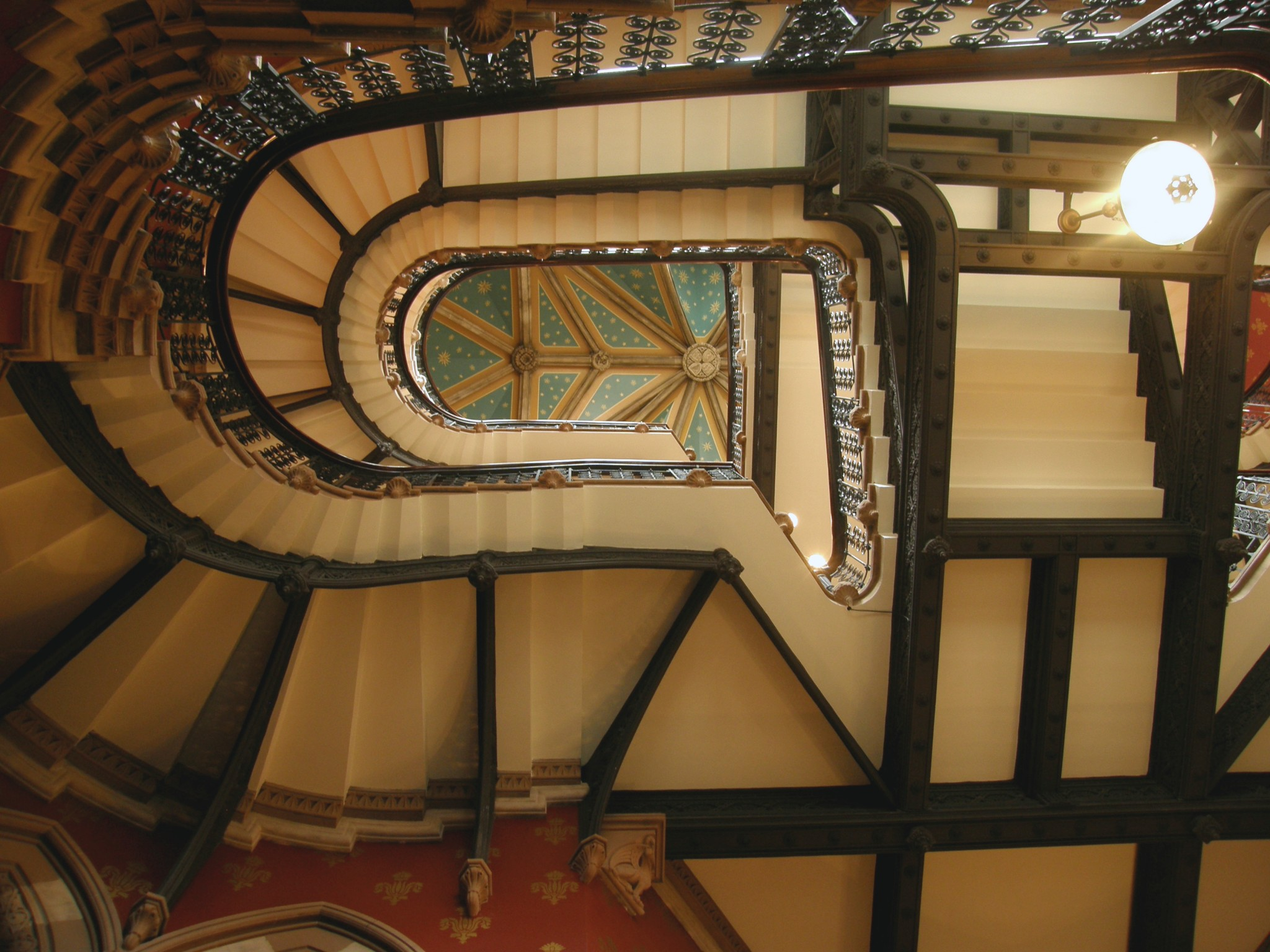
Лестница Скотта
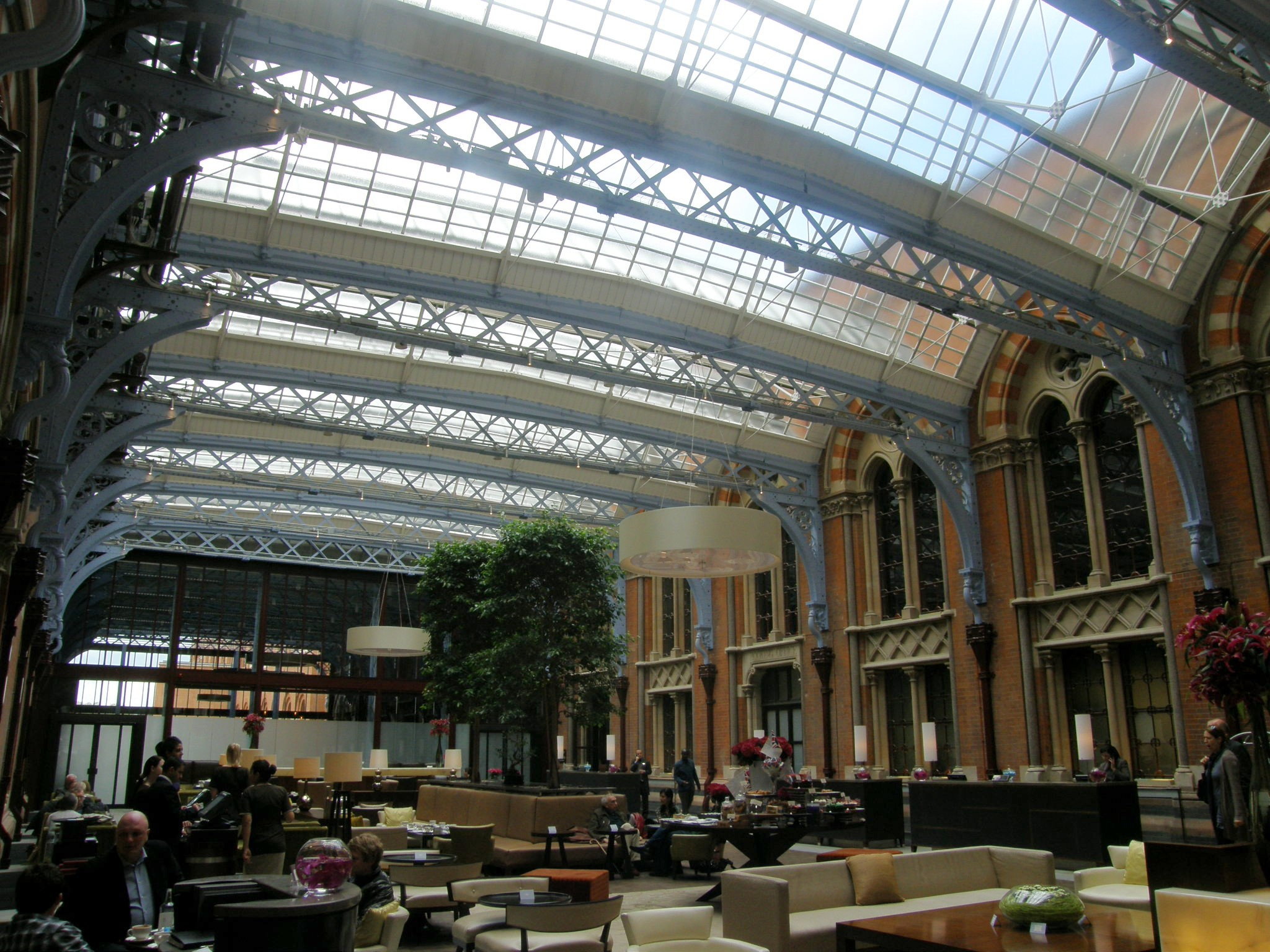
Атриум отеля, бывший подъездной путь такси